# Universalität (Physik)
Das Konzept der Universalität wird in der statistischen Mechanik verwendet im Kontext der kontinuierlichen Phasenübergänge und der kritischen Phänomene.
Universalität bezeichnet hier die Tatsache, dass gewisse Eigenschaften von Klassen von Systemen nur von wenigen Systemdetails abhängen: Vertreter einer Universalitätsklasse zeigen quantitativ dasselbe Verhalten (identische universelle Größen), obwohl sie ein anderes Kristallgitter, andere Wechselwirkungen und andere Unterschiede aufweisen.

## Beispiel
Ein Beispiel ist die spezifische Wärme von Flüssigkeiten bei konstantem Volumen (identisch mit dem kritischen Volumen) in der Nähe ihrer kritischen Temperatur sowie die spezifische Wärme von Ising-Magneten in der Nähe ihrer Curie-Temperatur. Alle diese spezifischen Wärmen divergieren als Funktion der Abweichung der Temperatur {\displaystyle T} von der kritischen Temperatur {\displaystyle T_{\mathrm {c} }} wie {\displaystyle |T-T_{\mathrm {c} }|^{-\alpha }} mit demselben „universellen“ kritischen Exponenten {\displaystyle \alpha \approx 0{,}11008}.
Außer den kritischen Exponenten (von denen es mehrere gibt) sind auch gewisse Skalenfunktionen und Amplitudenverhältnisse universell, z. B. das Amplitudenverhältnis der spezifischen Wärme bei {\displaystyle T>T_{\mathrm {c} }} und {\displaystyle T<T_{\mathrm {c} }}.
Die Universalitätsklasse in diesem Beispiel ist die des dreidimensionalen Ising-Magneten. Charakteristisch an dieser Beispiel-Universalitätsklasse ist, dass die Raumdimension und die Dimension des Ordnungsparameters (die Symmetrie, hier nur ein Skalar) die Universalitätsklasse zu einem wesentlichen Teil determinieren. Zweidimensionale Ising-Magnete oder dreidimensionale Heisenberg-Magnete (mit einem Magnetisierungs-Vektor) gehören zu anderen Universalitätsklassen und haben z. B. auch andere kritische Exponenten.

## Geschichte
Dies alles ist Gegenstand der in 1970er Jahren entstandenen Theorie der kritischen Phänomene. Der Begriff Universalität (engl. universality) wurde durch Leo Kadanoff Ende der 1970er Jahre geprägt, das Konzept ist implizit aber auch schon in der van der Waals Gasgleichung und Landaus Theorie der Phasenübergänge enthalten.

## Anschauliche Erklärung
Eine anschauliche Erklärung der Universalität ist die an kritischen Punkten kontinuierlicher Phasenübergänge bestehende Skaleninvarianz. Zur Skaleninvarianz tragen alle Längenskalen größer als die Gitterkonstante bei, viele Details auf atomarer Längenskala werden irrelevant. Technisch und quantitativ wird dieser Umstand mit Hilfe von Feldtheorien und der Renormierungsgruppe beschrieben.
Dies betrifft im Übrigen auch die Dynamik in der Nähe kontinuierlicher Phasenübergänge. Zwei Systeme können dabei derselben Universalitätsklasse der Statik und einer anderen Universalitätsklasse der Dynamik angehören.

## Vorkommen
Entsprechend dem allgemeinen Schema der Renormierungsgruppe findet man Universalität auch in Nichtgleichgewichtssystemen, z. B. in Reaktions-Diffusions-Modellen, bei selbstorganisierter Kritikalität oder in der logistischen Gleichung, einer sehr schematischen iterierten mathematischen Abbildung (siehe auch Feigenbaum-Konstante).